# 라디오 디즈니
라디오 디즈니(영어: Radio Disney)는 1996년 11월 18일에 디즈니에 라디오방송을 개국 함으로 월트 디즈니 컴퍼니가 운영하는 라디오 네트워크이다. 라디오 디즈니는 2021년 4월 14일에 송출이 종료를 하였고, 로스엔젤레스 지역은 ESPN 라디오로 송출만 하였다.

## 청취안내
- 국가별 방송국 주파수
- 위성 라디오
- iHeartRadio

## 같이 보기
- 니켈로디언
- 틴 팝
- 록 음악
- 힙합 음악